# Schwarzenauer Brüder

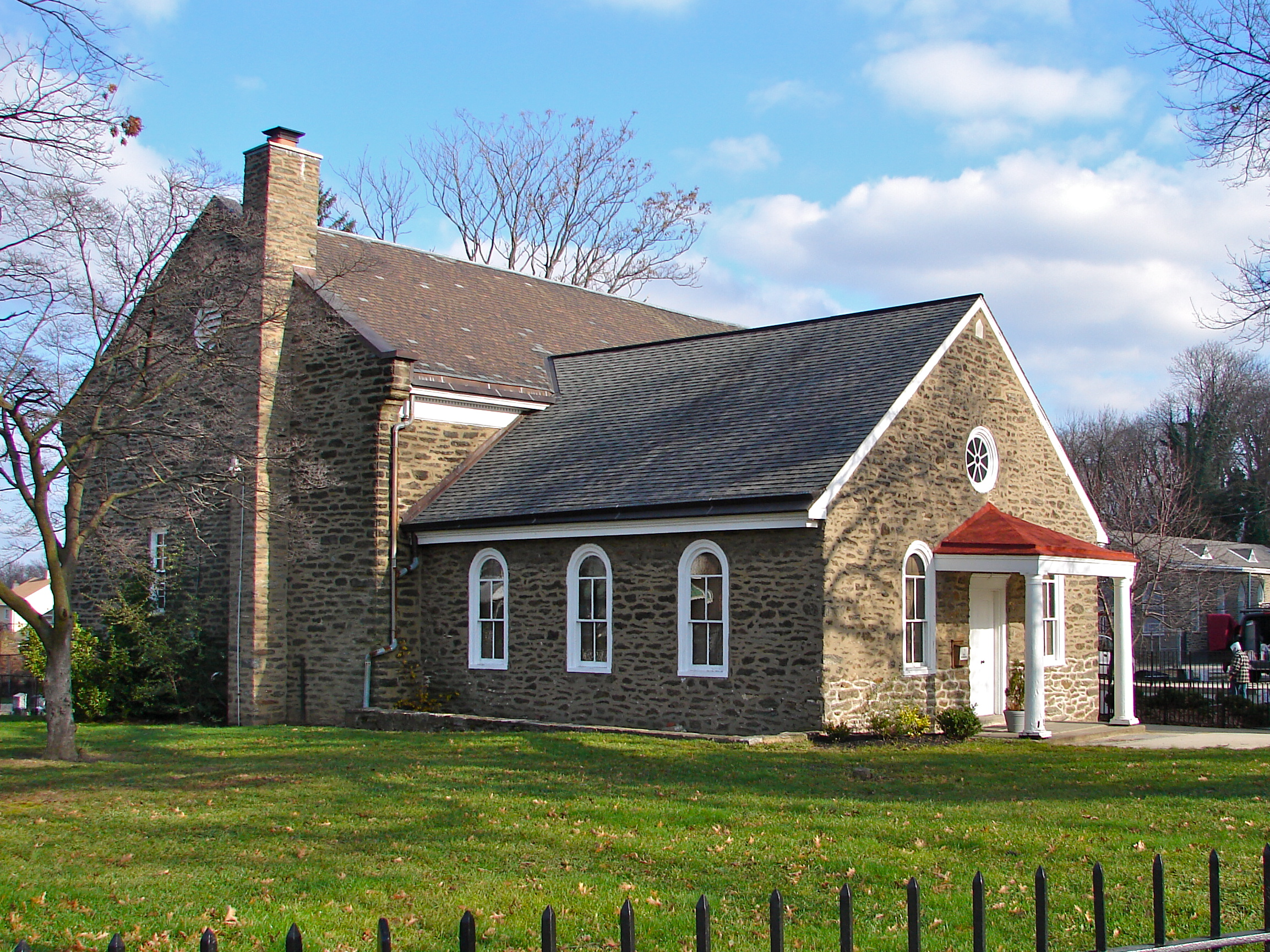
Kerk van de Schwarzenauer broeders in Germantown uit 1770

De Schwarzenauer broeders, in het Duits Schwarzenauer Brüder, Tunker of in het Engels Schwarzenau Brethren zijn een groep opgericht in 1708 door Alexander Mack. Ze behoren tot de  Piëtistisch - Anabaptistische groepen. Een van de opvallende kenmerken is de doop van gelovigen door een drievoudige onderdompeling ("dunk"). Ze worden ook wel Schwarzenauer Neutäufer, Dunkers, Dunkards of German Baptists genoemd. De beweging van de Schwarzenauer broeders bestaat nu uit verschillende Broedergemeenten in Noord-Amerika.

## Ontstaansgeschiedenis
De beweging ontstond aan het begin van de 18e eeuw. eeuw in de context van radicaal piëtisme Het eigenlijke oprichtingsmoment was toen in augustus 1708 acht volwassenen door onderdompeling werden gedoopt in de Eder bij Schwarzenau.  De nieuw gevormde gemeente noemde zichzelf Broeders. Een van hen was Alexander Mack, die een leidende rol binnen de gemeente op zich nam. Onder zijn leiding verspreidde de beweging zich al snel naar andere delen van Duitsland, zoals de Palts en Wetterau . Zendelingen werden naar Württemberg en Zwitserland gestuurd. De theologie van de beweging is sterk beïnvloed door Ernst Christoph Hochmann von Hochenau, die als vertegenwoordiger van het mystiek-spirituele piëtisme al rond 1704 een christelijke huisgemeente in Schwarzenau had gesticht. De gemeente had ook contacten met de doopsgezinde mennonieten.
Omdat er geen vrijheid van Godsdienst was emigreerde een groep van de Broeders onder leiding van Peter Becker in 1719 van het Duitse Krefeld naar Pennsylvania in Noord-Amerika. Een jaar later verhuisden ongeveer 40 families rond Alexander Mack naar de Mennonieten in het Friesland. Ook in Nederland was er geen Godsdienstvrijheid de wederdopers werden vervolgd. Daarom volgde Alexander Mack de eerste groep, zo'n twintig jaar later en vertrok in 1729 met zo'n 120 mensen naar Pennsylvania. In de jaren die volgden, verhuisde bijna de hele beweging van de Schwarzenauer broeders naar Noord-Amerika. In Amerika kwam het echter in 1728 tot een scheuring. Een deel van de gemeente onder de leiding van Johann Conrad Beissel splitste zichzelf af onder de naam van de Zevende dag-Tunkers. Zij waren voor de viering van de sabbat op zaterdag en in toenemende mate ook voor het celibaat. In 1732 stichtten de Zevende dag-Tunkers het klooster van Ephrata. Daar kon de overgebleven gemeenschap zich vestigen en verder uitbreiden. Onder hen was Johann Christoph Sauer, die in 1743 de eerste Duitstalige bijbel in Noord-Amerika drukte. De Schwarzenauer broedergemeentes zijn nu te vinden in verschillende Amerikaanse staten.
Rond 1880 waren de Schwarzenauer broeders verdeeld in conservatieven, progressieven en daartussenin een middengroep. De conservatieve groep vormde in 1881 de Oud-Duitse Baptistenbroeders als een onafhankelijke kerk, omdat ze onder meer het hoger onderwijs, moderne kleding en veranderingen in het ritueel van de voetwassing afwezen.
Onder leiding van Henry Holsinger scheidde de progressieve vleugel zich af in 1883. Zij pleitte onder meer voor betaalde predikanten opgeleid aan theologische seminaries, waren voor moderne kleding en de toen populaire niet-confessionele opwekkingsevenementen van de derde grote opwekkingsbeweging in de Verenigde Staten. De progressieven noemden zichzelf Brethren Church. (de broeder gemeente)
De overgebleven middengroep, de grootste van de drie, noemde zichzelf de Duitse Baptistenbroeders, maar veranderde de naam in 1908 in de Church of the Brethren (de gemeente van de broeders).

## De leer en levensstijl
De Schwarzenauer broeders hebben veel gemeen met de mennonieten. Net als de mennonieten zijn ze tegen de kinderdoop, de eed en militaire dienst. In hun manier van leven, kerkorde en inrichting van de kerkdienst zijn ze het grotendeels eens met de mennonieten. Net als de baptisten en de latere mennonitische broedergemeenten dopen ze door onderdompeling. Dienovereenkomstig werden de Schwarzenauer broeders ook wel Duitse baptisten genoemd. Verbindingen met de doperse doopsgezinden bestonden al toen ze in Duitsland en Nederland werden gesticht. Er was met name overeenstemming met de doopsgezinde Dompelaars, van wie sommigen zich bij de Tunkers aansloten. Toch liggen de wortels van de Schwarzenauer broeders vooral in het radicale piëtisme.

## De kerken van vandaag in de traditie van Schwarzenau
Er zijn verschillende kerken in Amerika waarvan de leer en rituelen terug te leiden zijn naar de Schwarzenauer broeders.
- The Brethren Church: de progressieve groep die zich in 1883 heeft afgesplitst.
- Brethren Reformed Church: de hervormde broedergemeente.
- Church of the Brethren: de belangrijkste groep Duitse baptisten die deze naam in 1908 aannamen.
- Conservative Grace Brethren
- Dunkard Brethren
- Grace Brethren
- Old Brethren: een conservatieve afsplitsing van de Old German Baptist Brethren, ontstaan in de periode van 1913-1915.
- Old Brethren German Baptists: een conservatieve afsplitsing van de Old Brethren ontstaan in 1939. Dit is de meest conservatieve groep van alle Schwarzenauer broedergemeenten. Ze gebruiken tot op de dag van vandaag koetsen en paarden voor het veldwerk. De Old Brethren German Baptists lijken in veel opzichten op de Amish .
- Old German Baptist Brethren: een grote conservatieve splitsing van 1881, zie hierboven.
- Old Order German Baptist Brethren: een nog conservatievere afsplitsing van de Old German Baptist Brethren, ontstaan in 1921. Deze groep is erg traditioneel, ze rijden in rijtuigen en maken gebruik van paarden. Maar voor het veldwerk zijn tractoren toegestaan. Deze groep lijkt ook op de Amish.
- Old German Baptist Brethren, New Conference: een meer progressieve afsplitsing van de Old Order German Baptist Brethren, ontstaan in 2009.

De River Brethren (ook River Mennonites), ook wel bekend als Brethren in Christ, worden ook sterk beïnvloed door de Tunkers. De kerken die voortkwamen uit de beweging van de Tunkers werken wereldwijd samen in de Brethren World Assembly (Wereld Assembly van de broeders). In 2008 vond de bijeenkomst voor het eerst plaats op de plaats waar de beweging werd opgericht in het Duitse Schwarzenau. Vanwege hun fundamentele pacifistische overtuigingen worden ze samen met Quakers en Mennonieten tot de historische vredeskerken gerekend.

## Links op het web
- - Church of the Brethren
  - The Brethren Church
  - Dunkard Brethren Church
  - The Fellowship of Grace Brethren Churches